# SBF1
SBF1‏ (SET binding factor 1) هوَ بروتين يُشَفر بواسطة جين SBF1 في الإنسان.